# Ermita del Crist de la Providència (Soneixa)
L'ermita del Crist de la Providència, localitzada al carrer Romano de Soneixa, a la comarca de l'Alt Palancia, és una ermita, catalogada, de manera genèrica Bé immoble de rellevància local, segons la Disposició Addicional Cinquena de la Llei 5/2007, de 9 de febrer, de la Generalitat, de modificació de la Llei 4/1998, d'11 de juny, del Patrimoni Cultural Valencià (DOCV Núm. 5.449 / 13/02/2007), amb codi: 12.07.106-002.

## Història
L'ermita es va construir en una zona elevada que se situa al centre del nucli poblacional, i que actualment abasta el conegut com a “Parc Municipal”, en el qual es localitzava antigament el Viacrucis, que acabava en una ermita, l'actual ermita del Crist de la Providència, que resta com a únic vestigi de l'esmentat Viacrucis.
Durant l'època de les Guerres Carlines, sobretot durant la primera, va ser utilitzat com a fortí, i entre els veïns se solia anomenar “El Castell”. A més es va procedir a la seva ampliació i condicionament per albergar en ella una guarnició militar. Així, el porxo previ que posseïa la construcció inicial va ser tancat en 1899 originant-se d'aquesta manera un nou cos, a diferent altura, a la planta de l'ermita original.
El seu estat actual és bo, encara que molt modificat respecte al plànol inicial.

## Descripció
La façana d'aquesta petita ermita, de planta rectangular, presenta una porta (amb espiells en forma de creu), col·locada en va d'arc de mig punt de maons (resta del desaparegut atri).
La fàbrica és de ciment emblanquinat i presenta com a reforç i adorn de cadena de carreus en les cantonades. La coberta a dues i tres aigües i rematada en teula, segons altures, la major correspon al cos principal de l'ermita, únic cos originari de la planta, i és la que presenta dues aigües, mentre que la més baixa correspon al nou cos incorporat en tancar l'atri previ inicialment existent, que es cobreix a tres aigües.
Finalment la façana és rematada en un petit hastial en el qual se situa un retaule ceràmic, de l'escena de Jesús sent dipositat en el sepulcre, coincident amb l'última estació del Viacrucis, i que es remata amb una creu.
Interiorment presenta nau única amb dos cossos o crugies. El primer, com ja hem dit, correspon a l'atri tancat, es cobreix amb volta de crucería, que utilitza com a suport dels nervis, mènsules; el segon, separat del primer per un arc de mig punt una miqueta rebaixat, presenta coberta en forma de volta de canó, amb llunetes.
L'altar se situa en la capçalera de la planta que està presidida per la imatge del Crist de la Providència.